# L'amour ne s'achète pas (film)
Ne doit pas être confondu avec Can't Buy Me Love.
Pour plus de détails, voir Fiche technique et Distribution.
L'amour ne s'achète pas (titre original : Can't Buy Me Love), est un teen movie américain réalisé par Steve Rash, sorti en 1987.

## Synopsis
Ronald Miller (Patrick Dempsey), un jeune lycéen coincé, ne supporte plus d'être considéré comme un loser et rêve de devenir un garçon branché. Il passe un accord avec Cindy Mancini (Amanda Peterson), l'une des filles les plus populaires du lycée en même temps que son amour secret, afin qu'elle lui permette de devenir enfin à la mode. Pour 1 000 dollars et pour un mois, il se fait passer pour son petit ami et commence à être une star dans le campus. Mais rien ne va se passer comme prévu.

## Fiche technique
- Titre original : Can't Buy Me Love
- Réalisation : Steve Rash
- Scénario : Michael Swerdlick
- Musique : Robert Folk
- Producteur : Thom Mount
- Sociétés de production : Touchstone Pictures, Silver Screen Partners III, Apollo Pictures, The Mount Company
- Société de distribution : Buena Vista Pictures (États-Unis), Warner Bros. (Royaume-Uni), Buena Vista International (Inde)
- Pays de production :  États-Unis
- Langue : Anglais
- Tournage : du 8 janvier 1987 à février 1987
- Format : Couleur — 35 mm — 1,85:1 — Son : Dolby Stereo
- Genre : Comédie dramatique
- Durée : 94 minutes
- Date de sortie :
  - États-Unis : 14 août 1987

## Distribution
- Patrick Dempsey (V. F. : William Coryn) : Ronald Miller
- Amanda Peterson (V. F. : Anne Rondeleux) : Cindy Mancini
- Courtney Gains : Kenny
- Seth Green : Chuckie Miller
- Sharon Farrell : Mme Mancini
- Tina Caspary (fa) : Barbara
- Darcy DeMoss : Patty
- Cort McCown (en) : Quint
- Eric Bruskotter : Big John
- Gerardo Mejía (en) : Ricky
- Dennis Dugan : David Miller
- Cloyce Morrow : Judy Miller
- Devin DeVasquez : Iris
- Ami Dolenz (en) : Fran

## Remake
En 2003, le remake L'Amour n'a pas de prix, sort avec dans, les rôles principaux, Nick Cannon et Christina Milian.